# InterCom Zrt.
Az InterCom Zrt. 1989-ben alakult magyarországi, elsősorban filmforgalmazó cég.

## Története és tevékenysége
Az InterCom mozikban, VHS-en, DVD-n, blu-ray lemezen és VOD platformokon forgalmaz filmeket. A hazai filmszínházakba évente átlagosan 65-70 filmet juttat el. Ezek nagy része külföldi licenc alapján behozott produkció, így a Sony Pictures filmstúdiója, a Columbia Pictures, illetve a 20th Century Studios, a Warner Bros. Pictures és a Buena Vistához tartozó Disney- és Touchstone Pictures által készített filmek. Emellett időnként független alkotások és magyar címek is felbukkannak gondozásában. A hollywoodi stúdiók mellett együttműködésben áll több amerikai és európai független céggel is, úgymint a SpyGlass Entertainmenttel, a kanadai Alliance Atlantisszal vagy a francia EuropaCorp.-pal.
1992-től a csak VHS-en hozzáférhető filmek mellett a mozibemutatókat is folyamatosan jelentette meg videókazettán. Évente 100 filmet forgalmazott a formátumon, a kiadott kazetták száma félmillió körül mozgott. 1994-ben kezdte a filmek lakossági megjelentetését, vagyis kereskedelmi forgalomba bocsátását.
A DVD-korszak beköszöntével, 1998 óta vesz részt ezen formátum piacán. Ma a Twentieth Century Fox Home Entertainment, a Paramount (amelyet az ezen tevékenységét felszámoló UIP-től vett át), a Universal (amit a szintén megszűnő Universal Pictures Hungarytől vett át) és a Buena Vista Home Entertainment termékei tartoznak hozzá. A Warner Home Video (ma Fórum Home Entertainment) 2001-es megjelenésével vesztette el a Warner és a Columbia filmjeit, amik az új céghez vándoroltak.
Az InterComhoz fűződik az első magyarországi multiplex mozi, mely a budapesti Duna Plazában nyílt meg 1996 novemberében, Hollywood Multiplex néven. A cég a fővárosban további három mozit nyitott a lánc tagjaként (a Lurdy Házban 1998 októberében, az Eurocenterben 2000 májusában, illetve a Cineplex Odeont váltót a Pólus Centerben, 2002 júliusában), ezen felül vidéken, többek között Kecskeméten és Nyíregyházán is üzemeltetett. 2006. augusztus 3-ával a cég felszámolta működését ezen a téren, s filmszínházai az akkor szintén az InterCom gondozása alatt álló budapesti Kossuth mozival együtt a Palace Cinemashoz kerültek.
A cég egyes magyar filmek esetében, így A miniszter félrelép című, a rendszerváltás óta a leglátogatottabb hazai produkciónál a forgalmazás mellett gyártói feladatokat is ellátott.
A tevékenységi körébe tartozik még a televíziós filmjogok kereskedelme.
Az InterCom gondozásában jelent meg számos általuk forgalmazott film könyvváltozata is a '90-es években, amik azok forgatókönyvei alapján íródtak. Ezzel az ezredfordulóra megváltozó tartalomfogyasztási szokások miatt hagytak fel. Az első kötet az 1992-es Egyedülálló nő megosztaná volt, az utolsó 34. pedig a 2000-es Harcosok klubja.

## Piaci helyzete
Az InterCom a vezető filmforgalmazó cég a mozipiacon, 2006-ban 44%-os részesedésre tett szert, ami több mint duplája a második helyezett UIP-Dunafilmének. Ez 3,9 milliárd forintos jegybevételt jelent. Az év öt legnézettebb filmjéből három, az első helyen álló Jégkorszak 2. – Az olvadás, a második A Da Vinci-kód és a negyedik Szabadság, szerelem is a cég által forgalmazott produkció.

## A cég a magyar filmszakmában és külföldön
Az InterCom elnökségi tag a Filmforgalmazók Egyesületében és a Magyar Videokiadók Egyesületében is.
Leányvállalatokkal rendelkezik Romániában, ahol a Columbia, a Fox és a Warner mozifilmjeit forgalmazzák, illetve Horvátországban, ahol a Warner-művek kerülnek általa a mozikba.